# IHF-Pokal der Frauen 1982/83
Der IHF-Pokal 1982/83 war die 2. Austragung des von der Internationalen Handballföderation eingeführten Wettbewerbs, an dem 17 Handball-Vereinsmannschaften aus 16 Ländern teilnahmen. Diese qualifizierten sich in der vorangegangenen Saison in ihren Heimatländern für den Europapokal. Im Finale setzte sich die sowjetische Mannschaft von Awtomobilist Baku gegen den SC Empor Rostock aus der DDR durch.

## Vorrunde
|           | Gesamt |                         | Hinspiel | Rückspiel |
| --------- | ------ | ----------------------- | -------- | --------- |
| Beira-Mar | 23:46  | ACD Aiete San Sebastian | 14:26    | 09:20     |

Durch ein Freilos zogen RK Bane Sekulić Sombor, Bakony Vegyész, LAC Zurich, Awtomobilist Baku, VfL Engelskirchen, IL Vestar Oslo, Avanti Lebbeke, Niloc Amsterdam, SC Empor Rostock, PLM Conflans, Svendborg HK, Kvinnliga IK Sport, TJ Družstevník Topoľníky, Union Admira Landhaus Wien und Titelverteidiger RK Trešnjevka Zagreb direkt in das Achtelfinale ein.

## Achtelfinale
|                          | Gesamt |                            | Hinspiel | Rückspiel |
| ------------------------ | ------ | -------------------------- | -------- | --------- |
| RK Trešnjevka Zagreb     | 45:46  | RK Bane Sekulić Sombor     | 19:19    | 26:27     |
| Bakony Vegyész           | 57:19  | LAC Zurich                 | 31:90    | 26:10     |
| ACD Aiete San Sebastian  | 37:62  | Awtomobilist Baku          | 15:25    | 22:37     |
| VfL Engelskirchen        | 27:34  | IL Vestar Oslo             | 15:15    | 12:19     |
| Avanti Lebbeke           | 11:37  | Niloc Amsterdam            | 05:19    | 06:18     |
| SC Empor Rostock         | 70:19  | PLM Conflans               | 40:80    | 30:11     |
| Svendborg HK             | 41:30  | Kvinnliga IK Sport         | 17:15    | 24:15     |
| TJ Družstevník Topoľníky | 51:25  | Union Admira Landhaus Wien | 28:14    | 23:11     |

## Viertelfinale
|                          | Gesamt |                   | Hinspiel | Rückspiel |
| ------------------------ | ------ | ----------------- | -------- | --------- |
| Bakony Vegyész           | 43:37  | Niloc Amsterdam   | 20:16    | 23:21     |
| RK Bane Sekulić Sombor   | 32:48  | Awtomobilist Baku | 22:20    | 10:28     |
| TJ Družstevník Topoľníky | 41:31  | Svendborg HK      | 26:18    | 15:13     |
| IL Vestar Oslo           | 30:36  | SC Empor Rostock  | 17:18    | 13:18     |

## Halbfinale
|                          | Gesamt |                   | Hinspiel | Rückspiel |
| ------------------------ | ------ | ----------------- | -------- | --------- |
| TJ Družstevník Topoľníky | 40:43  | Awtomobilist Baku | 20:21    | 20:22     |
| Bakony Vegyész           | 34:42  | SC Empor Rostock  | 19:19    | 15:23     |

## Finale
Das Hinspiel fand am 23. April 1983 in Baku und das Rückspiel am 1. Mai 1983 in der Rostocker Sport- und Kongresshalle statt.
|                   | Gesamt |                  | Hinspiel | Rückspiel |
| ----------------- | ------ | ---------------- | -------- | --------- |
| Awtomobilist Baku | 38:29  | SC Empor Rostock | 20:14    | 18:15     |

### Hinspiel
| Awtomobilist Baku    | Awtomobilist Baku | SC Empor Rostock | SC Empor Rostock |
| Flagge nicht bekannt | Hinspiel Samstag, 23. April 1983 um 18:00 Uhr in Baku Ergebnis: 20:14 (11:7) Zuschauer: 800 Schiedsrichter: Christensen, Wölk ( Dänemark)          | Hinspiel Samstag, 23. April 1983 um 18:00 Uhr in Baku Ergebnis: 20:14 (11:7) Zuschauer: 800 Schiedsrichter: Christensen, Wölk ( Dänemark)                                                         |                  |
| Flagge nicht bekannt | Kaldare – Rafiga Schabanowa, Nitschajewa, Solotarjewa, Ludmilla Schubina, Larissa Berkowa, Dshafarowa, Askerowa, Kariowa Trainer: Sergej Awanessow | Bärbel Suckow, Birgit Polkehn – Dietlinde Nehring, Kerstin Schaumburg, Manuela Neurohr, Christina Voß, Müller, Kerstin Bruger, Petra Eller, Cerstin Schmidt, Ursula Putzier Trainer: Harry Becker |                  |
| Flagge nicht bekannt | Schabanowa (5/4) Schubina (4/1) Nitschajewa (3) Berkowa (3) Solotarjewa (2) Askerowa (2) Dshafarowa (1)                                            | Schmidt (5) Schaumburg (3/2) Nehring (2) Neurohr (1) Voß (1) Eller (1) Bruger (1) |                  |
| Flagge nicht bekannt | 2 | 3 |                  |

### Rückspiel
| SC Empor Rostock | SC Empor Rostock | Awtomobilist Baku | Awtomobilist Baku    |
| | Rückspiel Sonntag, 1. Mai 1983 in Rostock (Sport- und Kongresshalle) Ergebnis: 15:18 (5:7) Zuschauer: 1.500 Schiedsrichter: Csaba Somhegyi, Péter Szendrey ( Ungarn) | Rückspiel Sonntag, 1. Mai 1983 in Rostock (Sport- und Kongresshalle) Ergebnis: 15:18 (5:7) Zuschauer: 1.500 Schiedsrichter: Csaba Somhegyi, Péter Szendrey ( Ungarn) | Flagge nicht bekannt |
| Bärbel Suckow, Birgit Polkehn – Dietlinde Nehring, Kerstin Schaumburg, Manuela Neurohr, Christina Voß, Müller, Kerstin Bruger, Klee, Petra Eller, Cerstin Schmidt, Ursula Putzier Trainer: Harry Becker | Kaldare, Mokrousowa – Rafiga Schabanowa, Nitschajewa, Ludmilla Schubina, Larissa Berkowa, Askerowa, Butjaikina, Bachschalijewa, Kariowa Trainer: Sergej Awanessow    | | Flagge nicht bekannt |
| Schaumburg (8/4) Putzier (3) Müller (1) Voß (1) Schmidt (1) ??? (1) | Schubina (5) Schabanowa (3) Berkowa (3/1) Kariowa (3) Nitschajewa (2) Askerowa (1) Butjaikina (1)                                                                    | | Flagge nicht bekannt |
| 1 | 2 | | Flagge nicht bekannt |